# Georges de Porto-Riche
Pour les articles homonymes, voir Porto (homonymie) et Riche (homonymie).
Georges de Porto-Riche est un dramaturge et romancier français, né à Bordeaux le 20 mai 1849 et mort le 5 septembre 1930 dans le 6e arrondissement de Paris.

## Biographie

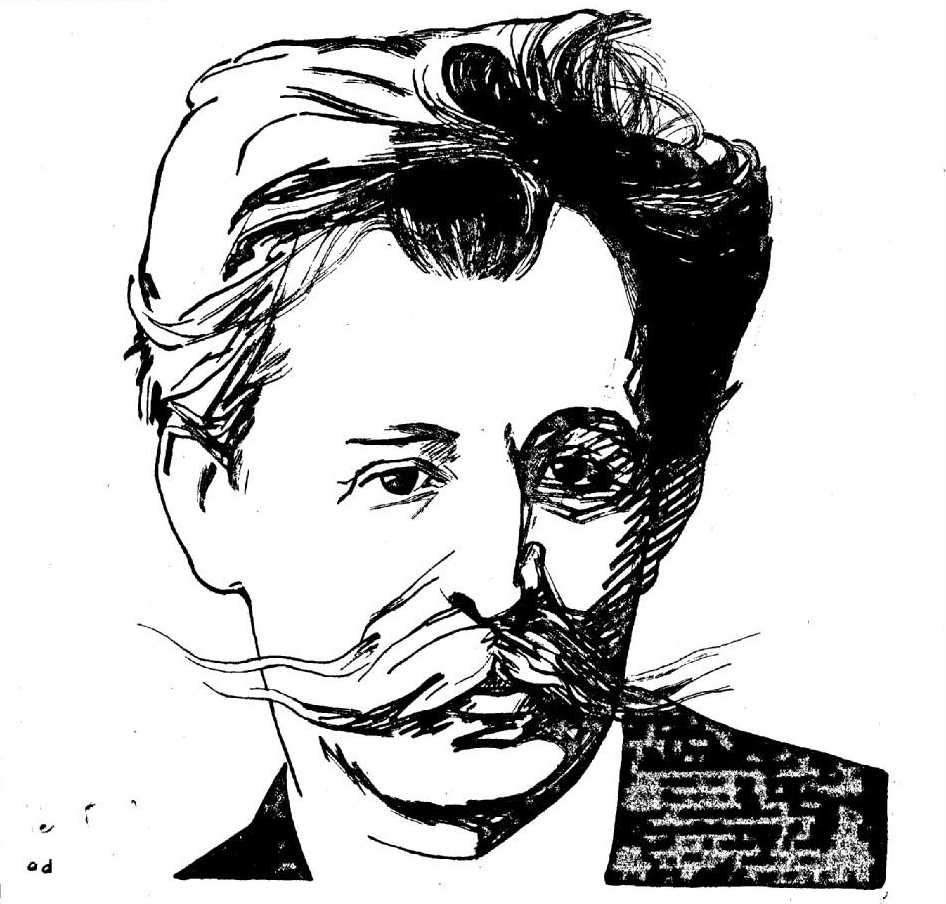
Caricature d’Aristide Delannoy pour Les Hommes du jour (1910).

Georges de Porto-Riche naît dans une famille juive. Son grand-père paternel, d'origine italienne, s'était installé à Bordeaux en 1778. Son père avait épousé Mathilde Lunel. Ne possédant pas la nationalité française, il l'obtient par un décret de naturalisation du président de la République Sadi Carnot en date du 22 février 1892. 
Refusant de suivre les traces de ses parents, Georges de Porto-Riche veut faire une carrière littéraire et s’installe très tôt à Paris où il fait son droit avant de travailler quelque temps dans une banque. Politiquement situé à gauche, il a failli se faire fusiller en 1871 pour avoir pris le parti des insurgés lors de la Commune de Paris.
« En 1879, il se marie avec sa cousine germaine, Lise Lunel (1858-1940). Le ménage aura un fils unique, né en 1881 et mort prématurément en 1905, laissant ses parents inconsolables ».
Son allure romantique en faisait un séducteur-né, selon le chroniqueur mondain André de Fouquières. Il fréquente le salon littéraire de Geneviève Halévy, où l'on croise Henri Meilhac, Paul Bourget et Edgar Degas. Il est aussi un intime de Laure de Chevigné. Il se consume d'amour pour la comtesse Greffulhe.
Il est enterré avec son fils Marcel (auteur de quelques pièces de théâtre, mort à 24 ans et crématisé au Père-Lachaise en décembre 1905) au cimetière marin de Varengeville-sur-Mer depuis le mois d'août 1931. Sur sa pierre tombale ce vers : ''J'aurai peut-être un nom dans l'histoire du cœur''.

## Œuvres
Il n'avait que vingt ans lorsque ses premières pièces historiques en vers furent jouées sur les théâtres parisiens. Il publia également des poésies (Primo verba, Tout n’est pas rose, Bonheur manqué) qui furent bien accueillies. 
Son Drame sous Philippe II (1875), qui se passe lors d'un soulèvement dans le duché de Brabant au XVIe siècle est un échec retentissant. La critique en est tellement dévastatrice qu'il se jure de ne plus écrire. Il reviendra cependant à la littérature en 1887 afin de gagner le cœur de la comtesse Greffulhe par des poèmes qu'il recueillera sous le titre Bonheur manqué (1889).
Il se console de son échec amoureux en se tournant vers le théâtre psychologique avec La Chance de Françoise (1888) jouée au Théâtre-Libre d'Antoine. Cette pièce est un grand succès et fait de lui le créateur du « théâtre d'amour », dont on loue la vérité. L'auteur a trouvé sa veine, qui est d'explorer les rapports sentimentaux et psychologiques au sein du couple, ce qui le fit comparer à un « Racine bourgeois ». Amoureuse, créée le 28 avril 1891, fut un très grand succès ; le rôle de Germaine, l'héroïne passionnée de la pièce, fut l'un des meilleurs de Réjane. Puis, c'est L'Infidèle (1891) et Le Passé. Il reprendra ces quatre pièces dans Théâtre d'amour (1898). Le titre choisi pour ce recueil est destiné à marquer la différence entre son théâtre, qui repose avant tout sur des ressorts psychologiques, et les pièces politiques et sociales qui dominaient la production de son époque. Même dans une pièce comme Les Malefilâtres (1904), dont les personnages appartiennent à la classe ouvrière, c'est l'amour qui forme le fil de l'intrigue.

## Distinctions
Porto-Riche est élu à l'Académie française le 24 mai 1923 au fauteuil d'Ernest Lavisse, après quatre tentatives infructueuses et vingt tours de scrutin, ce qui en fait sans doute l'élection la plus difficile jamais acquise, bien que Porto-Riche, bibliothécaire de la Mazarine, fût un familier de l'Institut. Au demeurant, l'intéressé ne fut jamais reçu officiellement sous la Coupole. En effet il n'avait prévu de consacrer que quelques lignes à son prédécesseur dans son discours de réception, qu'il refusa de corriger, comme ses nouveaux collègues le lui demandaient.

## Décoration
- Grand officier de la Légion d'honneur (élevé à cette dignité par décret du 14 janvier 1925, décoré par Fernand Widal le 3 février 1925 ; nommé chevalier par décret du 11 janvier 1879 et décoré par Paul Ollendorff le 24 juin 1898[8] ; promu officier par décret du 12 janvier 1900 et décoré par Léon Bourgeois le 7 mars 1900 ; promu commandeur par décret du 19 février 1919 et décoré par Victor Margueritte le 31 mai 1919)[2].

## Œuvres
- Primo Verba, poésies (1872)

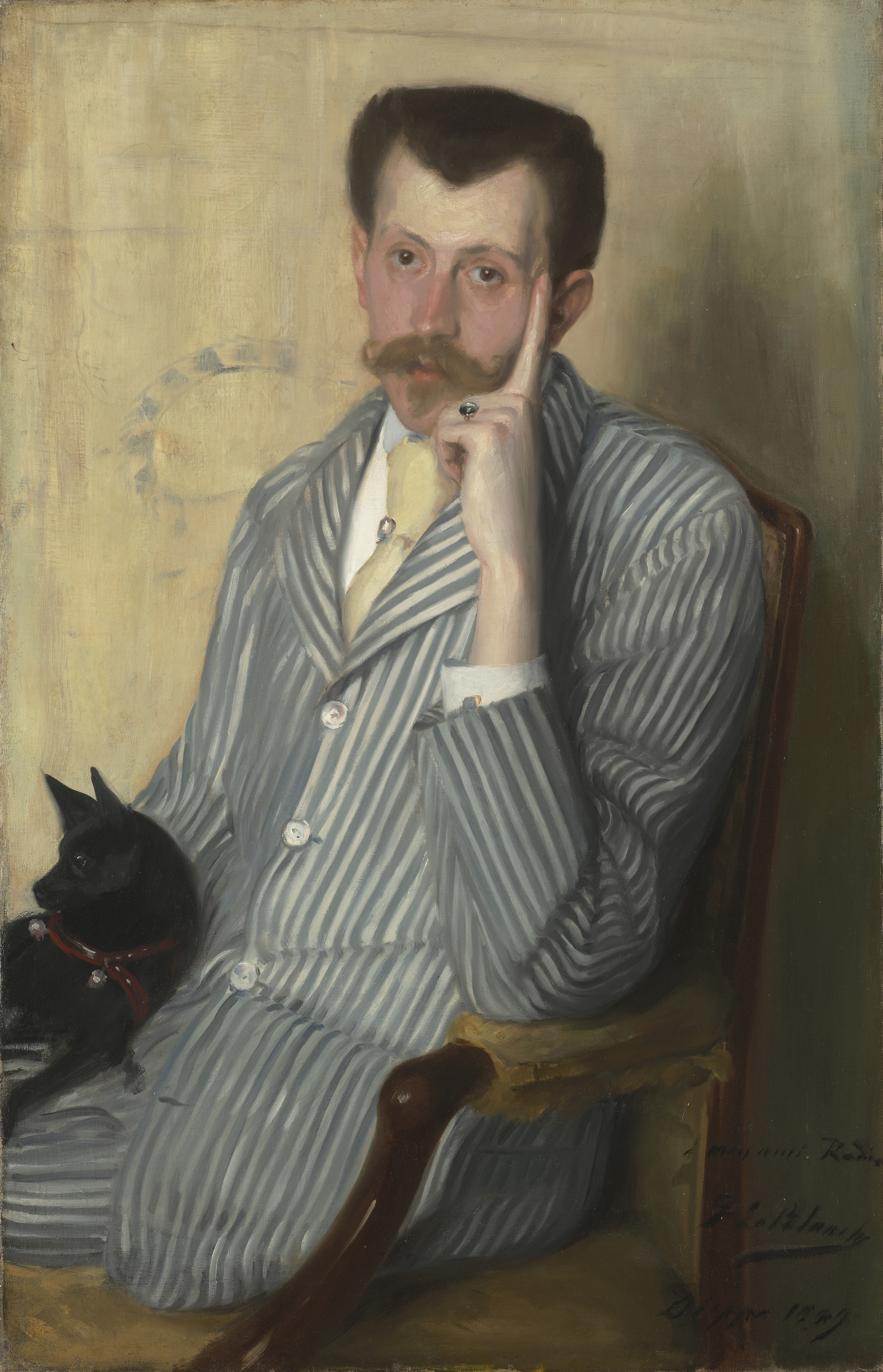
Portrait par Jacques-Émile Blanche (1889).

- Le Vertige, comédie en un acte et en vers, Paris, Odéon, 27 juin 1873
- Pommes d'Ève (1874)
- Un drame sous Philippe II, drame en quatre actes et en vers, Paris, Odéon, 14 avril 1875
- Tout n'est pas rose, poésies (1877)
- Les Deux Fautes, comédie en un acte, Paris, Odéon, 18 décembre 1878
- Vanina, fantaisie vénitienne en 2 parties et en vers (1878)
- La Chance de Françoise, comédie en 1 acte, en prose (1888)
- Bonheur manqué, carnet d'un amoureux (1889)
- L'Infidèle, comédie en 1 acte et en vers, musique de Francis Thomé, Paris, Théâtre d'Application, 19 avril 1890 lire en ligne sur Gallica
- Amoureuse, comédie en 3 actes, Paris, Odéon, 25 avril 1891
- Le Passé, comédie en 5 actes, Paris, Odéon, 30 décembre 1897 ; réduite à 4 actes pour la reprise au Théâtre-Français en 1902.
- Les Malefilâtre, comédie en 2 actes, Paris, Renaissance, 28 avril 1904 lire en ligne sur Gallica
- Le Vieil homme, pièce en cinq actes, Paris, Renaissance, 12 janvier 1911
- Zubiri, fantaisie en 1 acte tirée d'un récit de Victor Hugo Choses vues, Paris, Comédie royale, 1er février 1912
- Quelques vers d'autrefois (1915)
- Le Marchand d'estampes, drame en 3 actes, Théâtre de l'Athénée, 6 décembre 1917[9]
- Anatomie sentimentale, pages préférées (1920)
- Veux-tu que je sois ta femme ?, nouvelle (1923)
- Sous mes yeux (1927)
- Les Vrais Dieux, fantaisie antique en 2 parties, Paris, Théâtre Albert Ier, 22 novembre 1929[10]
- Oh ! ne me chasse pas ! Poésie de Georges de Porto-Riche et Musique de Alfredo Barbirolli Hachette, Paris, 1909 lire en ligne sur Gallica